# Hala Ornak

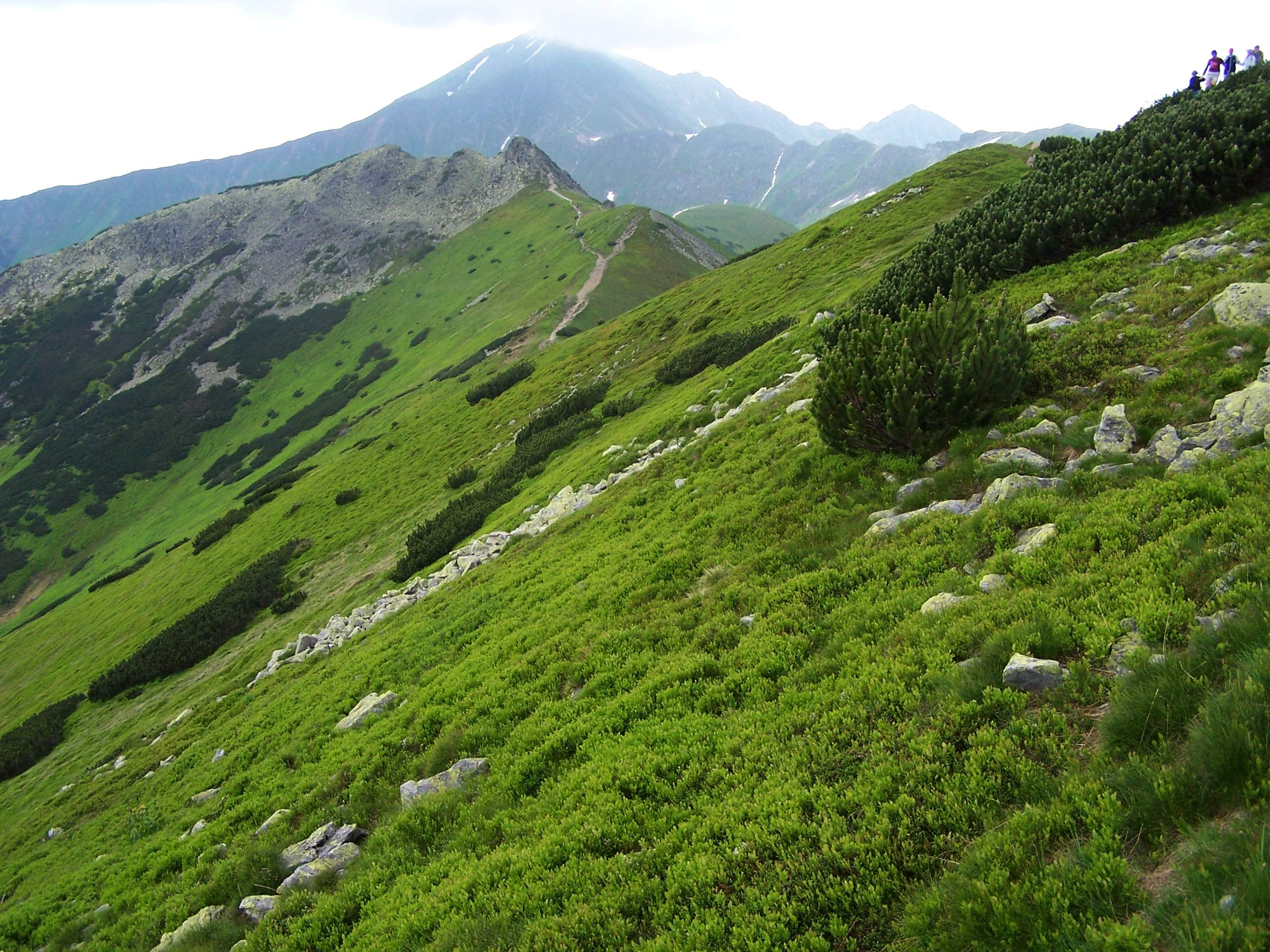
Tereny dawnej hali Ornak

Hala Ornak – dawna hala pasterska znajdująca się w dolnej części Doliny Pyszniańskiej i na wschodnich zboczach Ornaku w Tatrach Zachodnich.

## Historia
Do hali tej należała Wielka Polana Ornaczańska i Mała Polanka Ornaczańska, na której stoi schronisko PTTK na Hali Ornak. Dawniej hala była intensywnie wypasana, przy czym wypas prowadzono na całych trawiastych zboczach Ornaku. Początkowo hala stanowiła własność górali z Cichego, później w wyniku dziedziczenia stała się własnością mieszkańców wielu wsi podhalańskich.
Nazwa hali jest ludowego pochodzenia. Pochodzi od słowa orzeł (w podhalańskiej gwarze oreł), który podobno kiedyś uniósł tutaj do góry 7-letniego chłopca, a następnie upuścił go na ziemię; chłopak zabił się. W ludowym nazewnictwie hala miała nazwy Ornak, Hala Ornak, Ornok, Urnak (Órnak), Urnok (Órnok), Hala Urnok (Hala Órnok). Przymiotnik od tej nazwy to ornacański, zaś wypasających na tej hali pasterzy nazywano ornacany, ornácony, urnoki (órnoki).
W połowie XX wieku obszary hali były także popularnym terenem zjazdowym narciarzy. Wypasu hali zaprzestano w 1957 roku. Od tego czasu hala w większości zarosła lasem lub kosówką. Trawiaste pozostały jedynie wierzchołkowe partie Ornaku.

## Szlaki turystyczne
– północnym skrajem polany prowadzi żółty szlak turystyczny od schroniska PTTK poprzez Iwaniacką Przełęcz do Doliny Chochołowskiej. Szlak wspina się na przełęcz Dolinką Iwanowską i schodzi z niej Doliną Iwaniacką. Czas przejścia ze schroniska na przełęcz: 1:15 h, ↓ 50 min
 – zielony szlak turystyczny z Iwaniackiej Przełęczy przez grzbiet Ornaku i Siwą Przełęcz do przełęczy Liliowy Karb. Czas przejścia: 2:20 h, ↓ 1:55 h